# Gaultheria kemiriensis
Gaultheria kemiriensis är en ljungväxtart som beskrevs av Herman Otto Sleumer. Gaultheria kemiriensis ingår i släktet Gaultheria och familjen ljungväxter. Inga underarter finns listade i Catalogue of Life.